# تحلل

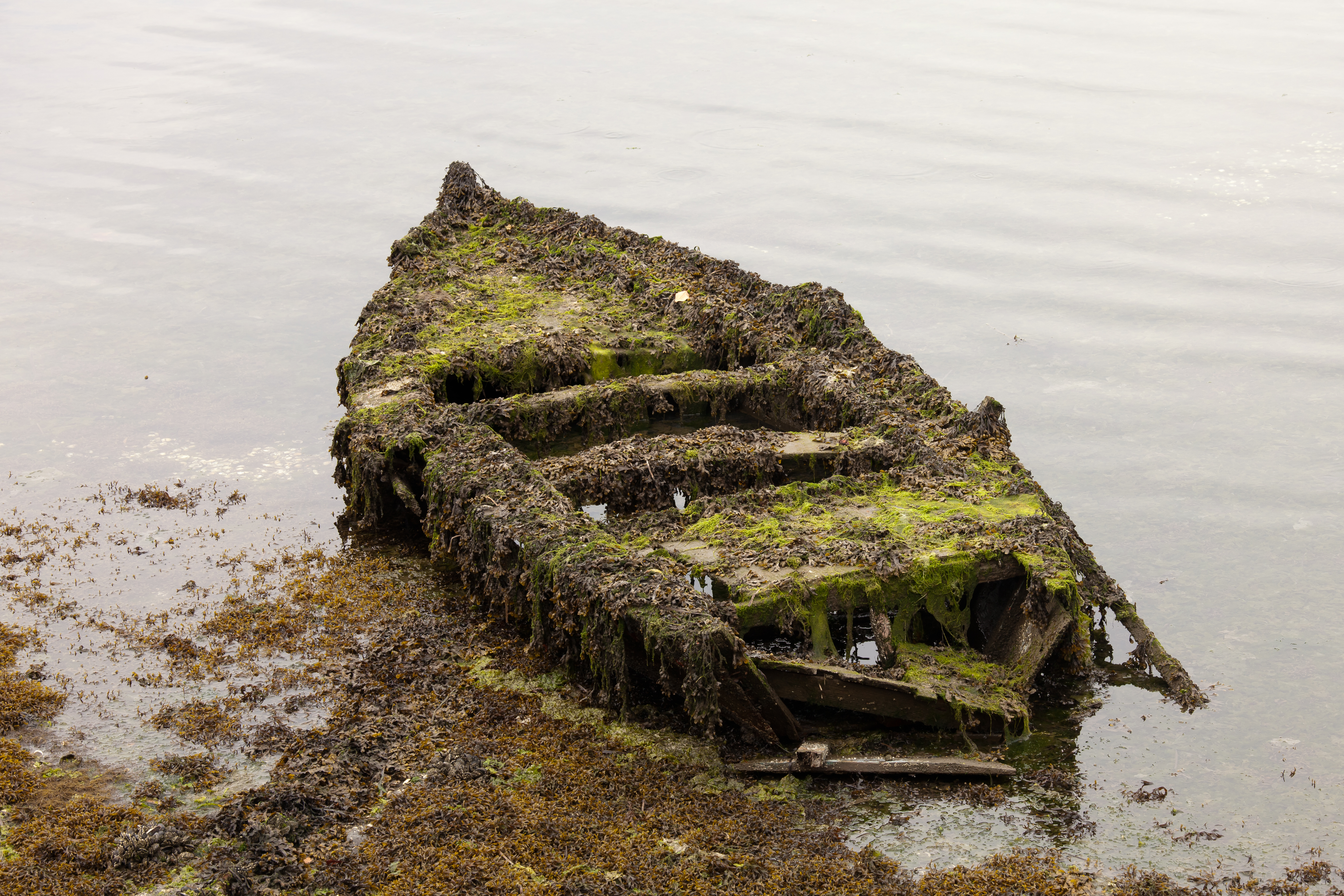
مركب خشبي يتحلل.

التحلل هي العملية الكيميائية التي تتحول فيها المواد العضوية إلى مواد أبسط، وهي عملية مهمة لإعادة تدوير المادة الموجودة في المجال الحيوي البيئي، ويبدأ تحلل أجسام المتعضيات بعد موتها، وتقوم بهذه العملية عادة الكائنات المجهرية والفطريات من خلال تقسيم وتكسير النباتات أو الحيوانات بعد موتها، وينتج عن ذلك غازات ومواد غذائية قد تستفيد منها النباتات مثلًا.

## مراحل التحلل

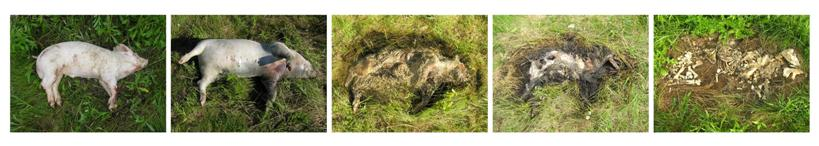
جثة خنزير في مراحل التحلل المختلفة.